# توماس بورنس
توماس بورنس (بالإنجليزية: Tommy Burns)‏ (16 ديسمبر 1956 غلاسكو المملكة المتحدة - 15 مايو 2008 غلاسكو المملكة المتحدة) هو لاعب كرة قدم بريطاني سابق كان يلعب كلاعب وسط.

## مسيرته الكروية
لعب توماس بورنس خلال مسيرته الاحترافية مع ناديين في واحد وعشرون موسمًا وسجل خلالها 68 هدفًا ضمن 508 مباراة. حيث فاز في ستة مواسم بالكأس وفي ستة مواسم بالدوري.
خاض توماس بورنس مسيرته مع نادي سلتيك في موسم 1974–75 ليلعب معه ستة عشر موسمًا، مشاركًا في 357 مباراة سجل خلالها 52 هدفًا. ثم انتقل إلى نادي كيلمارنوك في موسم 1989–90 ليلعب معه خمسة مواسم، حيث شارك في 151 مباراة سجل خلالها 16 هدفًا.

## روابط خارجية
- توماس بورنس على موقع الاتحاد الإسكتلندي (الإنجليزية)
- توماس بورنس على موقع قاعدة بيانات كرة القدم.إي يو (الإنجليزية)
- توماس بورنس على موقع ناشيونال فوتبول تيمز (الإنجليزية)
- توماس بورنس على موقع Soccerbase.com (لاعب) (الإنجليزية)